# Jan-Erik Berglund
Jan-Erik "Janke" Berglund, född 1957, är en åländsk journalist och skådespelare.
Jan-Erik Berglund har i närmare tjugo år varit en av Ålands aktiva teaterpersonligheter. Han har stått på många åländska teaterscener. På 1990-talet debuterade Jan-Erik i reklamfilmssammanhang i en serie reklamfilmer för Canon och blev "jättestort kort i framtiden" med hela svenska folket. Han har sedan dess regelbundet medverkat i ett flertal svenska reklamfilmer för bland annat Scan och Eckerölinjen.
För sin insats för åländsk teater, fick han ta emot 2003 års Solveig-statyett för bästa manliga teaterinsats åren 2000-2002.

## Pjäser (urval)
- Som tallbarr på siden (1985)
- Eld (1987)
- Läkare mot sin vilja (1989)
- Prins Hatt under jorden (1992)
- Katrina (1998-2000)
- Miramar - i afton dans (1999)
- Mördande moral (2000)
- Olles skidfärd (2002)
- Den högfärdstokige borgaren (2002)
- Kom, kom ska vi bo på Åland (2003)
- Gustav III i Kumlinge prästgård (2003
- Leka med elden (2004)
- Chatleen Houlians dotter (2005)

## Filmer (urval)
- Vuxna människor (1999)